# Solanum saruwagedensis
Solanum saruwagedensis är en potatisväxtart som beskrevs av Symon. Solanum saruwagedensis ingår i släktet skattor som ingår i familjen potatisväxter. Inga underarter finns listade i Catalogue of Life.